# Jaroslav Huleš
Pas d'image ? Cliquez ici
Jaroslav Huleš, né le 2 juillet 1974 à Čimelice et mort le 7 juillet 2004, est un pilote de moto tchèque.
Après la course au niveau du Championnat d'Europe, il court dans le Championnat du Monde 125 cm³ en 2000, atteignant sa meilleure place de 8e à Donington Park. Les résultats se sont améliorés en 2001, avec une place de 6e au Sachsenring et 11 points aux championnats du monde des pilotes pour un total de 62 points pour la saison. Il a également couru en 2002, mais n'a pas marqué de points. Victime d'un très grave accident la saison suivante qui le contraint à mettre un terme à sa carrière, il ne le supporte pas. Il se suicide par pendaison le 2 juillet et après 6 jours dans le coma, il meurt le 7 juillet.

## Carrières en Grand Prix
| Année | Catégorie | Moto    | 1       | 2       | 3       | 4       | 5       | 6       | 7       | 8       | 9       | 10      | 11      | 12      | 13      | 14      | 15      | 16      | Pos | Pts |
| ----- | --------- | ------- | ------- | ------- | ------- | ------- | ------- | ------- | ------- | ------- | ------- | ------- | ------- | ------- | ------- | ------- | ------- | ------- | --- | --- |
| 1993  | 125 cm³   | Honda   | AUS     | MAL     | JPN     | SPA     | AUT     | GER     | NED     | EUR     | SMR     | GBR     | CZE 23  | ITA     | USA     | FIM     |         |         | -   | -   |
| 1994  | 125 cm³   | Honda   | AUS     | MAL     | JPN     | SPA     | AUT     | GER     | NED     | ITA     | FRA     | GBR     | CZE Ret | USA     | ARG     | EUR     |         |         | -   | -   |
| 1995  | 125 cm³   | Honda   | AUS     | MAL     | JPN     | SPA     | GER     | ITA     | NED     | FRA     | GBR     | CZE 20  | RIO     | ARG     | EUR     |         |         |         | -   | -   |
| 1996  | 125 cm³   | Honda   | MAL 14  | INA 17  | JPN 14  | SPA 22  | ITA 15  | FRA Ret | NED Ret | GER 17  | GBR 18  | AUT 17  | CZE 17  | IMO 13  | CAT 13  | RIO 15  | AUS Ret |         | 23e | 12  |
| 1997  | 125 cm³   | Honda   | MAL 11  | JPN Ret | SPA 14  | ITA     | AUT Ret | FRA Ret | NED 11  | IMO 13  | GER Ret | RIO Ret | GBR Ret | CZE 14  | CAT Ret | INA 20  | AUS Ret |         | 21e | 17  |
| 1998  | 125 cm³   | Honda   | JPN Ret | MAL 14  | SPA 6   | ITA Ret | FRA Ret | MAD 12  | NED 15  | GBR Ret | GER Ret | CZE Ret | IMO Ret | CAT 19  | AUS 8   | ARG 18  |         |         | 20e | 25  |
| 1999  | 125 cm³   | Italjet | MAL     | JPN     | SPA     | FRA     | ITA     | CAT     | NED     | GBR     | GER     | CZE Ret | IMO Ret | VAL     | AUS     | RSA     | RIO     | ARG     | -   | -   |
| 2000  | 125 cm³   | Italjet | RSA Ret | MAL Ret | JPN Ret | SPA 14  | FRA Ret | ITA 14  | CAT Ret | NED Ret | GBR 8   | GER Ret | CZE 9   | POR 10  | VAL 21  | RIO Ret | PAC     | AUS 15  | 19e | 26  |
| 2001  | 125 cm³   | Honda   | JPN 17  | RSA 22  | SPA 9   | FRA 9   | ITA 15  | CAT Ret | NED 8   | GBR Ret | GER 6   | CZE 7   | POR 7   | VAL Ret | PAC 14  | AUS 14  | MAL 15  | RIO 10  | 15e | 62  |
| 2002  | 125 cm³   | Aprilia | JPN Ret | RSA Ret | SPA Ret | FRA Ret | ITA Ret | CAT 21  | NED 17  | GBR     | GER     |         |         |         |         |         |         |         | -   | -   |
| 2002  | 250 cm³   | Yamaha  |         |         |         |         |         |         |         |         |         | CZE Ret | POR Ret | RIO 11  | PAC 15  | MAL 15  | AUS 12  | VAL 16  | 24e | 11  |
| 2003  | 250 cm³   | Yamaha  | JPN 17  | RSA 16  | SPA 16  | FRA 16  | ITA     | CAT     | NED     | GBR     | GER     | CZE     | POR     |         |         |         |         |         | 25e | 10  |
| 2003  | 250 cm³   | Honda   |         |         |         |         |         |         |         |         |         |         |         | RIO 15  | PAC Ret | MAL 15  | AUS 8   | VAL Ret | 25e | 10  |

Légendes: Ret = Retrait